# سلین کلی
سلین کلی (انگلیسی: Slaine Kelly؛ زادهٔ ۹ ژوئیهٔ ۱۹۸۲) بازیگر، و بازیگر سینما اهل جمهوری ایرلند است.
از فیلم‌ها یا برنامه‌های تلویزیونی که وی در آن نقش داشته‌است می‌توان به روانپریشی اشاره کرد.